# Osyp

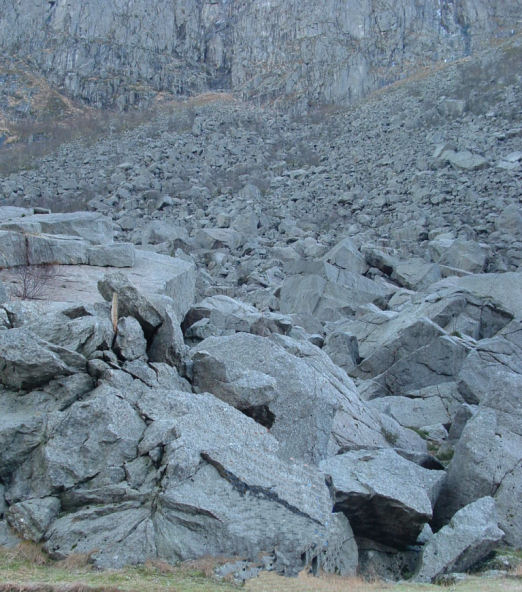
Velké kameny jsou níže položeny pod úbočím skály

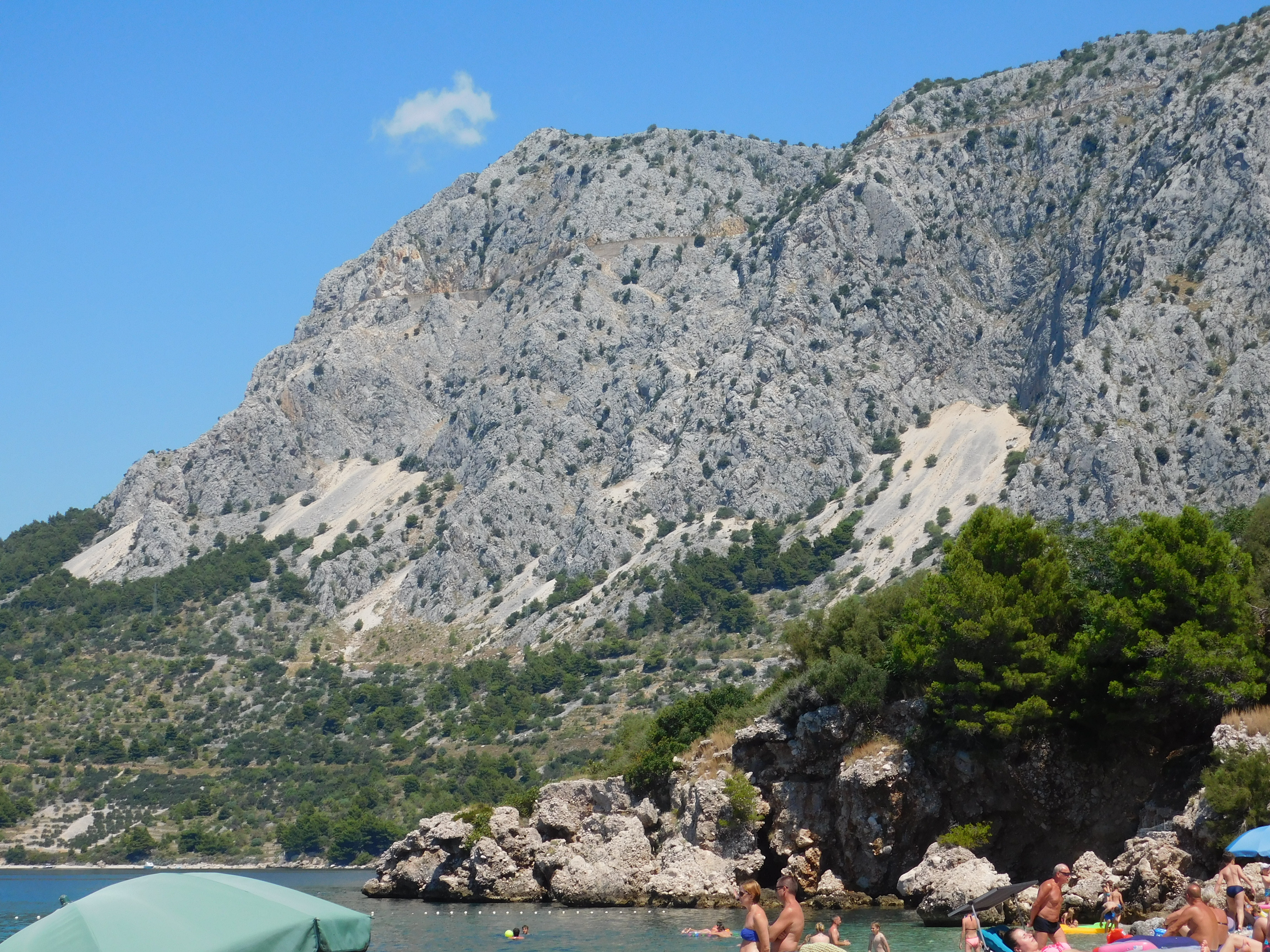
Hora Gučeva v chorvatském pohoří Sutvid, na níž je vidět pod skalami několik osypů

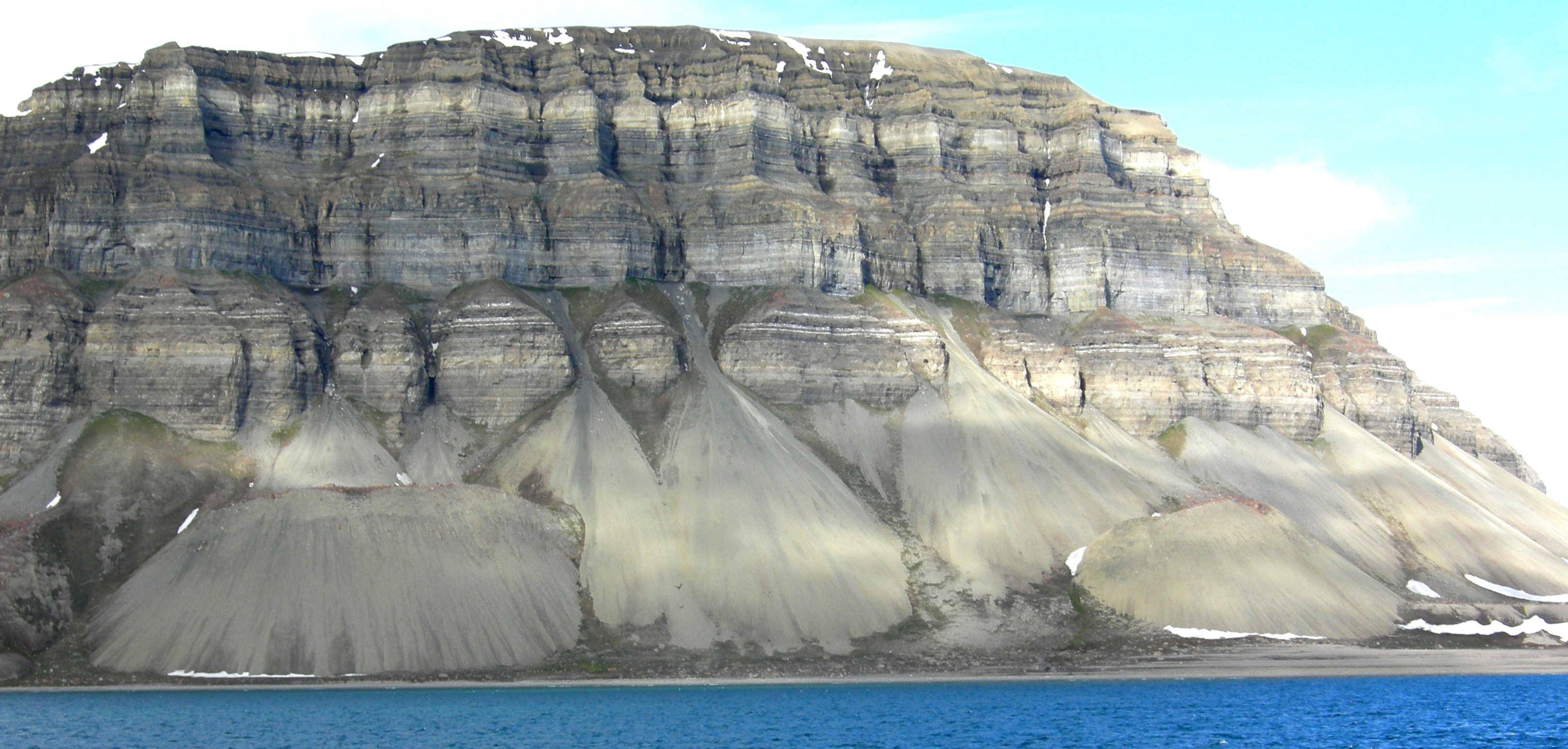

Osyp neboli talus (někdy psáno nesprávně tallus) je nahromadění kamenné suti, či jiného materiálu, který vzniká nejčastěji jako výsledek gravitačního působení na obnažené a zvětralé skalní masívy. Jedná se o násyp hrubě vytříděného materiálu, který se hromadí při úpatí skály či svahu. Osyp je typický pro oblasti se strmými horami, které nejsou porostlé hojnou vegetací, jež by zabraňovala řícení.

## Vznik
Kamenný osyp vzniká jako výsledek eroze, kdy dochází vlivem nepřízně počasí, změn teplot, chemickému zvětrávání či biologického faktoru k rozrušování skalního masívu na menší tělesa, které se uvolňují a řítí se do níže položených oblastí. Po uvolnění kusů skály dochází k transportu materiálu k úpatí hory, kde se dále akumuluje a třídí. Větší částí kamenných bloků se dostávají dále od hory díky větší kinetické energii a malé části se udržují v horních částech. Dochází tak k jednoduchému třídění uvolněného materiálu.
Osyp by měl v ideálním případu půdorys kuželové výseče, ale většinou je deformován okolními činiteli (skalním úpatím, překážkami atd.) Jeho výška je závislá na množství uvolněného materiálu a na úhlu vnitřního tření, který umožňuje soudružnost částic.

## Výskyt
Osypy se vyskytují většinou v oblastech, kde není silný vliv vegetace, která by zabraňovala zvětrávání a skalnímu řícení. Vyskytují se nejčastěji v chladných oblastech, či suchých, kde nejsou vyšší rostliny a stromy, jež by zpevňovaly podloží kořeny. Svahy suťových kuželů mají úhel sklonu 25-40 stupňů, podle tvaru a velikosti úlomků. Pohyb velkých skalních mas může dosáhnout až 200 km/hod.
Velký výskyt osypů je například v aridních oblastech USA (např. v pohoří Sierra Nevada
), na Aljašce, v Alpách, ale také na jiných planetách jako například na Marsu).